# Transporte paracelular
El transporte paracelular se refiere a la transferencia de sustancias a través de un
epitelio pasando a través del espacio intercelular entre las células.  Es en contraste con el transporte transcelular, donde las sustancias viajan a través de la célula, pasando tanto por la membrana apical como por la membrana basolateral.
La distinción tiene un significado particular en la fisiología renal y la fisiología intestinal. El transporte transcelular a menudo implica gasto de energía, mientras que el transporte paracelular no está mediado y es pasivo a favor de un gradiente de concentración. El transporte paracelular también tiene la ventaja de que la tasa de absorción se adapta a la carga porque no tiene transportadores que puedan saturarse.
En la mayoría de los mamíferos, se cree que la absorción intestinal de nutrientes está dominada por el transporte transcelular, por ejemplo, la glucosa se absorbe principalmente a través del transportador SGLT1 y otros transportadores de glucosa. Por lo tanto, la absorción paracelular del  enterocito juega solo un papel menor en la absorción de glucosa, aunque hay evidencia de que las vías paracelulares están más disponibles cuando los nutrientes están presentes en la luz intestinal. Por el contrario, los pequeños vertebrados voladores (aves pequeñas y murciélagos) dependen de la vía paracelular para la mayor parte de la absorción de glucosa en el intestino. Se ha planteado la hipótesis de que esto compensa una presión evolutiva para reducir la masa en los animales voladores, lo que resultó en una reducción del tamaño del intestino y un tiempo de tránsito más rápido de los alimentos a través del intestino.
Los capilares de la barrera hematoencefálica solo tienen transporte transcelular, en contraste con los capilares normales que tienen transporte transcelular y paracelular.
La vía de transporte paracelular también es importante para la absorción de fármacos en el tracto gastrointestinal. La vía paracelular permite la penetración de moléculas hidrófilas que no pueden atravesar la membrana lipídica por la vía de absorción transcelular. Esto es particularmente importante para los productos farmacéuticos hidrofílicos, que pueden no tener afinidad por los transportadores unidos a la membrana y, por lo tanto, pueden quedar excluidos de la vía transcelular. La gran mayoría de las moléculas de fármacos se transportan a través de la vía transcelular, y las pocas que dependen de la vía de transporte paracelular suelen tener una biodisponibilidad mucho menor; por ejemplo, la levotiroxina tiene una biodisponibilidad oral del 40 al 80% y la desmopresina del 0,16%.

## Estructura de los canales paracelulares
Algunas claudinas forman poros asociados a uniones estrechas que permiten el transporte de iones paracelulares.

Espacio paracelular con transporte flechas rojas, en la unión estrecha del epitelio intestinal.

Las uniones estrechas tienen una carga negativa neta y se cree que transportan preferentemente moléculas cargadas positivamente. También se sabe que las uniones estrechas en el epitelio intestinal son selectivas en cuanto al tamaño, de modo que se excluyen las moléculas grandes (con radios moleculares superiores a aproximadamente 4,5 Å). Las moléculas más grandes también pueden atravesar el epitelio intestinal a través de la vía paracelular, aunque a un ritmo mucho más lento, y se desconoce el mecanismo de este transporte a través de una vía de "fuga", pero puede incluir rupturas transitorias en la barrera epitelial.
El transporte paracelular se puede mejorar mediante el desplazamiento de las proteínas de la zona ocluida del complejo de unión mediante el uso de potenciadores de permeación. Dichos potenciadores incluyen ácidos grasos de cadena media (por ejemplo, ácido cáprico), quitosanos, etc.